# Twelve Years a Slave
Vous lisez un « bon article » labellisé en 2016.
Pour plus de détails, voir Fiche technique et Distribution.
Twelve Years a Slave (typographié 12 Years a Slave) ou Esclave pendant douze ans au Québec est un drame historique britanno-américain, produit et réalisé par Steve McQueen, sorti en 2013.
Il s'agit de l'adaptation de l'autobiographie Douze ans d'esclavage de Solomon Northup (1853) ; il est interprété par Chiwetel Ejiofor, accompagné par Michael Fassbender, Lupita Nyong'o et Paul Dano dans des rôles secondaires. Le film se déroule dans l'Amérique des années 1840 et retrace l'histoire de Northup, un homme libre afro-américain (« free negro » en anglais), qui est enlevé et vendu comme esclave dans une plantation de la Louisiane.
Présenté au festival du film de Telluride, le film a reçu un accueil extrêmement positif de la part des critiques. Après le People's Choice Award du Festival de Toronto, il reçoit l'Oscar du meilleur film aux Oscars du cinéma 2014, où il a été nommé dans huit autres catégories ; Lupita Nyong'o, dont il s'agit du premier film en tant qu'actrice, remporte l'Oscar de la meilleure actrice dans un second rôle et John Ridley celui du meilleur scénario adapté. Lors de la 67e cérémonie des BAFTA Awards, le film remporte le British Academy Film Award du meilleur film et Chiwetel Ejiofor celui du meilleur acteur.
En 2023, le film est sélectionné par la bibliothèque du Congrès pour être conservé au National Film Registry en raison de son « importance culturelle, historique ou esthétique ».

## Synopsis

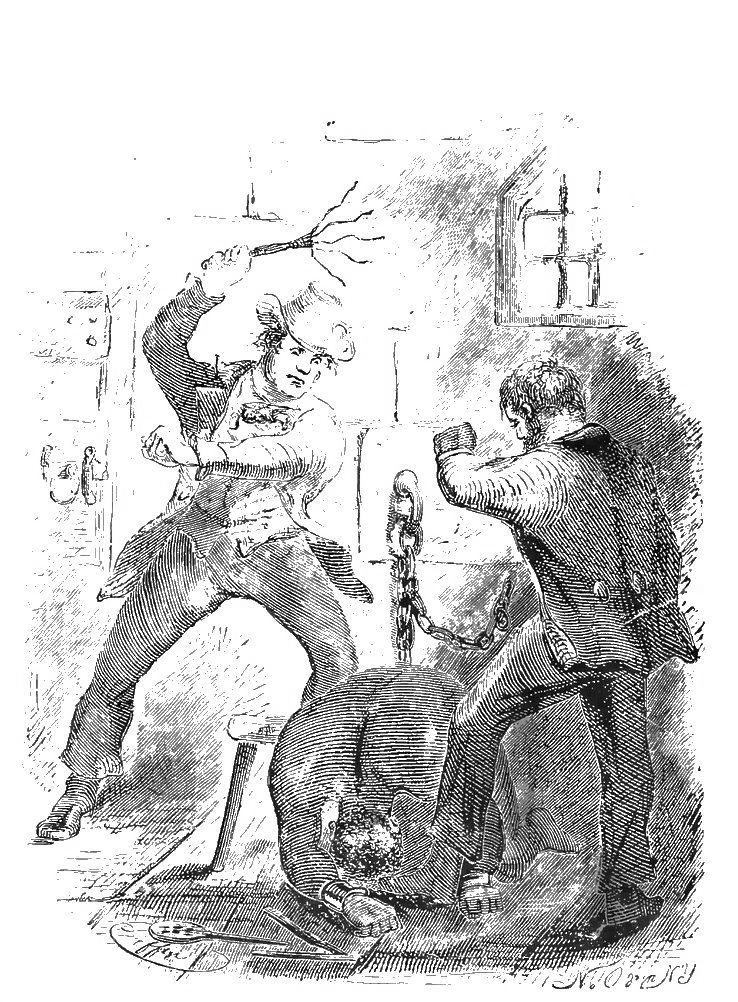
Gravure représentant l'enlèvement de Solomon Northup, publiée dans une édition de ses mémoires.

En 1841, Solomon Northup est un homme libre qui vit avec sa femme et leurs deux enfants à Saratoga Springs, dans l'État de New York. Il gagne sa vie en tant que charpentier et joueur de violon. Un jour, il est approché par deux hommes, de prétendus artistes, qui l'enivrent et l'enchaînent avant de le vendre comme esclave.
Solomon est envoyé par bateau à La Nouvelle-Orléans, où il est appelé « Platt » avant d'être acheté par un propriétaire de plantation du nom de William Ford. Bien qu'étant son esclave, Solomon s'entend bien avec Ford qui s'avère être un maître relativement bienveillant. Lorsque Solomon propose une nouvelle technique de transport des arbres à Ford, lui faisant économiser temps et moyens, ce dernier lui offre de bon cœur son violon. Mais le charpentier employé par Ford, John Tibeats, est jaloux du succès de Solomon et commence à lui mettre des bâtons dans les roues, le menaçant verbalement puis physiquement. Les tensions entre Tibeats et Solomon atteignent leur paroxysme lorsque Tibeats le frappe et qu'il se défend. Pour se venger, Tibeats et deux de ses amis tentent de le lyncher. Pour le protéger du courroux de son charpentier, Ford est finalement contraint de vendre Solomon à Edwin Epps, un propriétaire cruel et impulsif qui est convaincu que son droit de maltraiter ses esclaves est autorisé par la Bible.
À la plantation d'Epps, Solomon ramasse du coton. Chaque esclave doit ramasser au moins 90 kg (200 livres), sous peine d'être fouetté. Cependant, une jeune esclave nommée Patsey récolte 500 livres de coton par jour (environ 220 kg). Sa beauté et son talent attirent l'attention de son maître mais rendent jalouse la femme d'Epps ; celle-ci la défavorise et la frappe alors que son mari la viole de façon régulière. Lorsqu'une maladie s'abat sur le coton, attribuée par Epps à un signe de Dieu, l'esclavagiste loue ses esclaves à une plantation voisine pour la saison le temps que les cultures récupèrent. Là encore, Solomon gagne les faveurs du propriétaire qui lui demande de jouer de son violon au cours de diverses occasions.
Lorsque Solomon retourne à la plantation d'Epps, il tente d'utiliser le peu d'argent qu'il a pu récupérer ici et là pour convaincre un ancien contremaître blanc devenu ouvrier agricole d'envoyer une lettre à ses amis de New York. L'homme accepte et prend l'argent, avant de dénoncer Solomon à Epps. Après avoir réussi de justesse à convaincre son maître que l'histoire était fausse, Solomon brûle la lettre qui représentait son seul espoir de liberté. Dans le même temps, l'état de Patsey empire alors qu'Epps continue à abuser d'elle. Elle demande finalement de l'aide à Solomon pour se suicider, ce que ce dernier refuse. Un jour que Patsey a disparu de la plantation, Epps, fou de rage, interroge Solomon. Lorsqu'elle réapparaît, expliquant qu'elle est juste allée chercher un morceau de savon, Epps ordonne à ses hommes de la déshabiller et de l'attacher à un arbre. Encouragé par sa femme, il s'apprête à la fouetter, mais il tend finalement le fouet à Solomon. Solomon obéit à contrecœur, avant qu'Epps ne lui arrache le fouet des mains et qu'il ne la batte violemment jusqu'à ce qu'elle s'évanouisse de douleur.
Alors que le dos de Patsey guérit peu à peu, Solomon est affecté à la construction d'un pavillon sur la propriété d'Epps, en compagnie d'un travailleur canadien nommé Bass. Celui-ci se met Epps à dos lorsqu'il lui fait part de son opposition à l'esclavage, mais cela encourage Solomon à se confier à lui. Il lui raconte son histoire et le convainc d'écrire à ses amis dans le Nord pour les informer de sa situation. Bass finit par accepter bien que cette perspective l'effraie.
Plusieurs mois plus tard, alors qu'il travaille dans les champs de coton, Solomon voit débarquer le shérif local, accompagné d'un homme blanc en qui Solomon reconnaît Mr Parker, un commerçant de Saratoga chez qui il avait l'habitude de faire ses achats. Le shérif lui pose une série de questions très précises afin d'établir son identité, comme le prénom des enfants, le nom de jeune fille de sa femme. Mr Parker et le shériff emmènent Solomon malgré les vives protestations d'Epps qui réaffirme ses droits sur « son nègre ». Le shérif reconnaît que l'homme est assurément Solomon Northup et Parker affirme qu'ils ont les papiers qui prouvent qu'il est un homme libre.
Solomon étreint une dernière fois Patsey puis embarque dans la voiture de Parker. Il retrouve sa maison et sa famille après avoir été exploité pendant douze ans. Il retrouve notamment sa fille qui s'est mariée ; elle lui présente son mari et son fils prénommé Solomon.
Les notes de la fin racontent le combat de Solomon pour traîner en justice ses ravisseurs et son geôlier, qui n'ont jamais été condamnés. Elles soulignent qu'après avoir publié son livre en 1853, il s'engagea dans le mouvement abolitionniste, donna des cours sur l'esclavage dans les universités du Nord-Est des États-Unis et aida des esclaves en fuite. Elles signalent enfin que la date, le lieu et les circonstances de sa mort sont inconnus.

## Fiche technique
Sauf indication contraire, les informations mentionnées dans cette section peuvent être confirmées par les bases de données cinématographiques IMDb et Allociné,  présentes dans la section « Liens externes ».
- Titre original : 12 Years a Slave
- Titre français : Douze ans d'esclavage

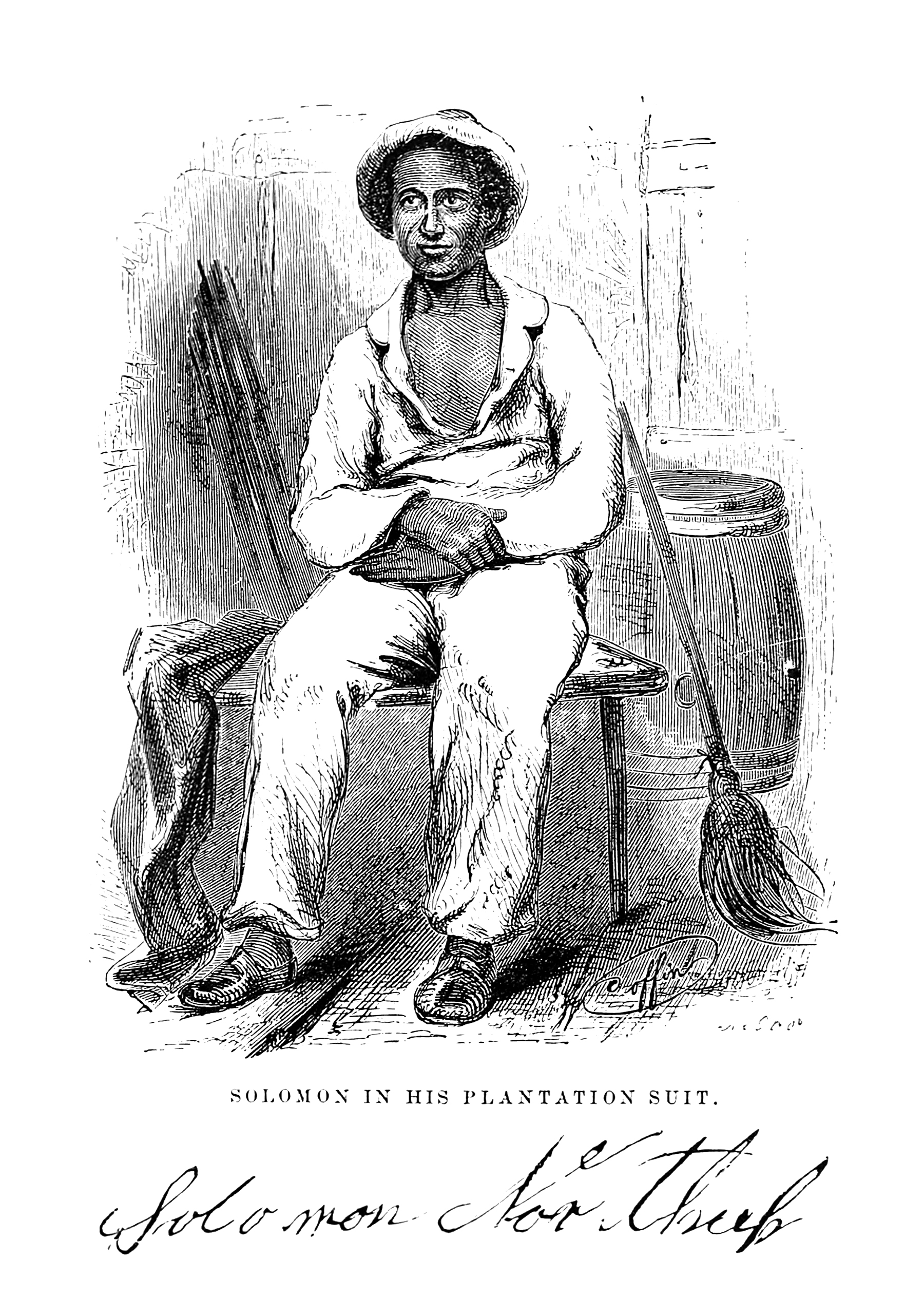
Gravure représentant Solomon Northup, publiée dans une édition de ses mémoires.

- Titre québécois : Esclave pendant douze ans[1],[2]
- Réalisation : Steve McQueen
- Scénario : John Ridley, d'après les mémoires Douze ans d'esclavage de Solomon Northup
- Musique : Hans Zimmer
- Direction artistique : David Stein
- Décors : Adam Stockhausen et Alice Baker (en)
- Costumes : Patricia Norris
- Photographie : Sean Bobbitt
- Son : Ryan Collins, Kirk Francis, Robert Jackson, Leslie Shatz
- Montage : Joe Walker
- Production : Dede Gardner, Anthony Katagas, Jeremy Kleiner, Steve McQueen, Arnon Milchan, Brad Pitt et Bill Pohlad
  - Production déléguée : John Ridley et Tessa Ross
  - Production associée : Bianca Stigter
- Sociétés de production :
  - États-Unis : Plan B Entertainment, New Regency Productions, Fox Searchlight Pictures et Summit Entertainment, présenté par New Regency Productions et River Road Entertainment
  - Royaume-Uni : en association avec Film4 Productions
- Sociétés de distribution : Fox Searchlight Pictures (États-Unis) ; Entertainment One (Royaume-Uni) ; Mars Distribution (France) ; Belga Films (Belgique) ; Elite Film (Suisse romande)[3]
- Budget : 20 millions USD[4],[5],[6]
- Pays de production :  États-Unis,  Royaume-Uni
- Langue originale : anglais
- Format : couleur (DeLuxe) — 35 mm — 2,35:1 — son DTS / Dolby Digital / SDDS / Dolby Surround 7.1 / DTS (5.1 surround)
- Genre : drame historique, biographie
- Durée : 134 minutes
- Dates de sortie[7] :
  - États-Unis : 30 août 2013 (Festival du film de Telluride) ; 8 octobre 2013 (Festival du film de New York) ; 10 octobre 2013 (Festival du film de la Nouvelle-Orléans) ; 11 octobre 2013 (Festival du film de Mill Valley) ; 13 octobre 2013 (Festival international du film de Chicago) ; 14 octobre 2013 (Festival international du film des Hamptons) ; 18 octobre 2013 (sortie limitée) ; 28 octobre 2013 (Festival du film d'Austin) ; 8 novembre 2013 (sortie nationale)
  - Royaume-Uni : 18 octobre 2013 (Festival du film de Londres) ; 10 janvier 2014 (sortie nationale)
  - Québec : 18 octobre 2013[2]
  - France, Belgique, Suisse romande : 22 janvier 2014[8],[9],[10]
- Classification[11] :
  - États-Unis : les enfants de moins de 17 ans doivent être accompagnés d'un adulte (R – Restricted)[N 1]
  - Royaume-Uni : Interdit aux moins de 15 ans
  - France : tous publics avec avertissement[12] ; déconseillé aux moins de 10 ans en VOD[13],[14]
  - Belgique : tous publics (Alle Leeftijden)[9]
  - Suisse romande : interdit aux moins de 16 ans[15]
  - Québec : 13 ans et plus (violence) (13+ / 13 years and over)[1]

## Distribution
Sauf indication contraire, les informations mentionnées dans cette section peuvent être confirmées par les bases de données cinématographiques IMDb et Allociné,  présentes dans la section « Liens externes ».
- Chiwetel Ejiofor (VF : Frantz Confiac ; VQ : Marc-André Bélanger) : Solomon Northup
- Michael Fassbender (VF : Alexis Victor ; VQ : Patrice Dubois) : Edwin Epps
- Lupita Nyong'o (VF : Marie Tirmont ; VQ : Annie Girard) : Patsey
- Sarah Paulson (VF : Laura Préjean ; VQ : Mélanie Laberge) : Mary Epps
- Paul Dano (VF : Donald Reignoux ; VQ : Sébastien Reding) : John Tibeats
- Benedict Cumberbatch (VF : Pierre Tissot ; VQ : Frédéric Paquet) : William Ford
- Brad Pitt (VF : Jean-Pierre Michaël ; VQ : Alain Zouvi) : Samuel Bass
- Paul Giamatti (VF : Gérard Darier ; VQ : Pierre Auger) : Theophilus Freeman
- Alfre Woodard (VF : Maïk Darah ; VQ : Chantal Baril) : Harriet Shaw
- Adepero Oduye (VF : Mbembo ; VQ : Éveline Gélinas) : Eliza
- Quvenzhané Wallis : Margaret Northup
- Dwight Henry : oncle Abram
- Michael K. Williams (VF : Jean-Paul Pitolin ; VQ : Dany Michaud) : Robert
- Scoot McNairy (VF : Thomas Roditi ; VQ : Alexis Lefebvre) : Brown
- Taran Killam : Hamilton
- Christopher Berry (VF : Christophe Lemoine ; VQ : Thiéry Dubé) : Burch
- Bill Camp : Radburn
- Garret Dillahunt : Armsby
- Ruth Negga : Celeste
- Chris Chalk (VF : Jean-Baptiste Anoumon ; VQ : Sylvain Hétu) : Clemens Ray
- Bryan Batt (VF : Gabriel Le Doze ; VQ : Denis Mercier) : le juge Turner
- Storm Reid : Emily
- Tom Proctor : Bidee
- John McConnell : Jonus Ray
- Anwan Glover : Cape
- J. D. Evermore : Chapin
- Kelvin Harrison Jr. : un esclave évadé lynché
- Jay Huguley : le shérif
- Rob Steinberg : Mr. Parker
- Dickie Gravois (VF : Gérard Surugue ; VQ : Jean-Luc Montminy) : le contremaître

Sources et légende : version française (VF) sur AlloDoublage et RS Doublage ; version québécoise (VQ) sur Doublage.qc.ca.

Acteurs principaux au Festival International du Film de Toronto
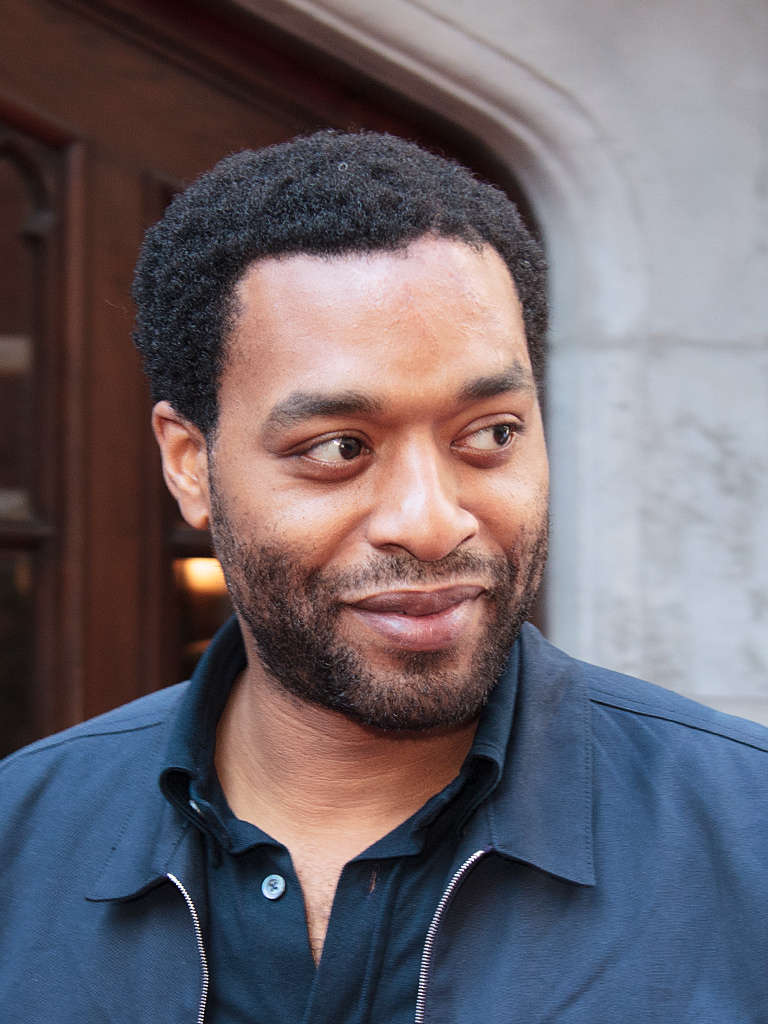
Chiwetel Ejiofor
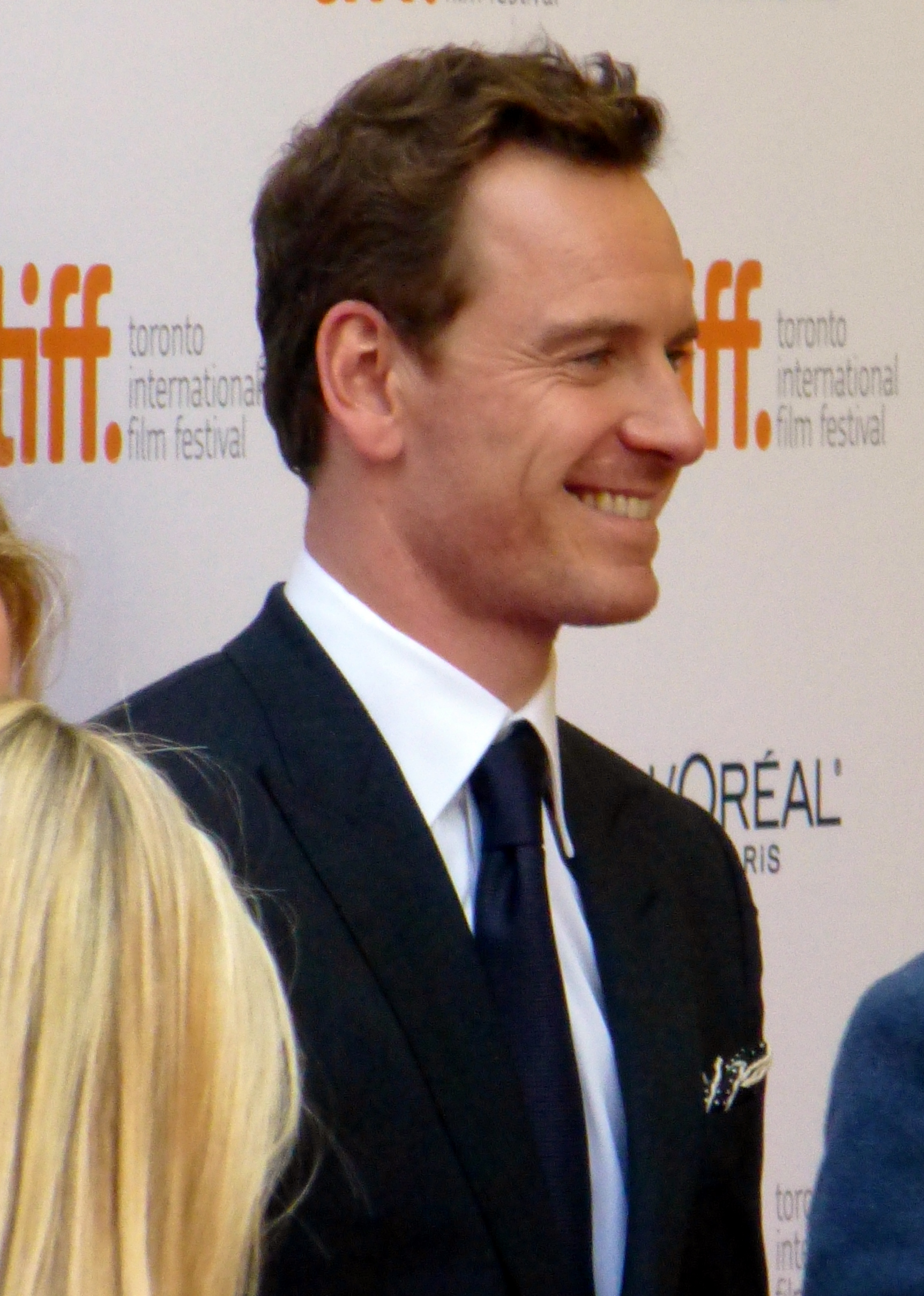
Michael Fassbender
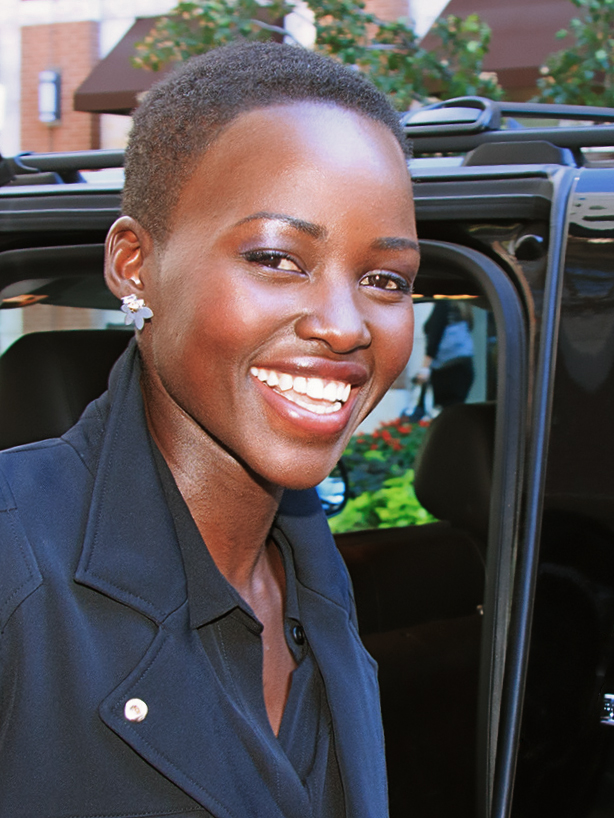
Lupita Nyong'o
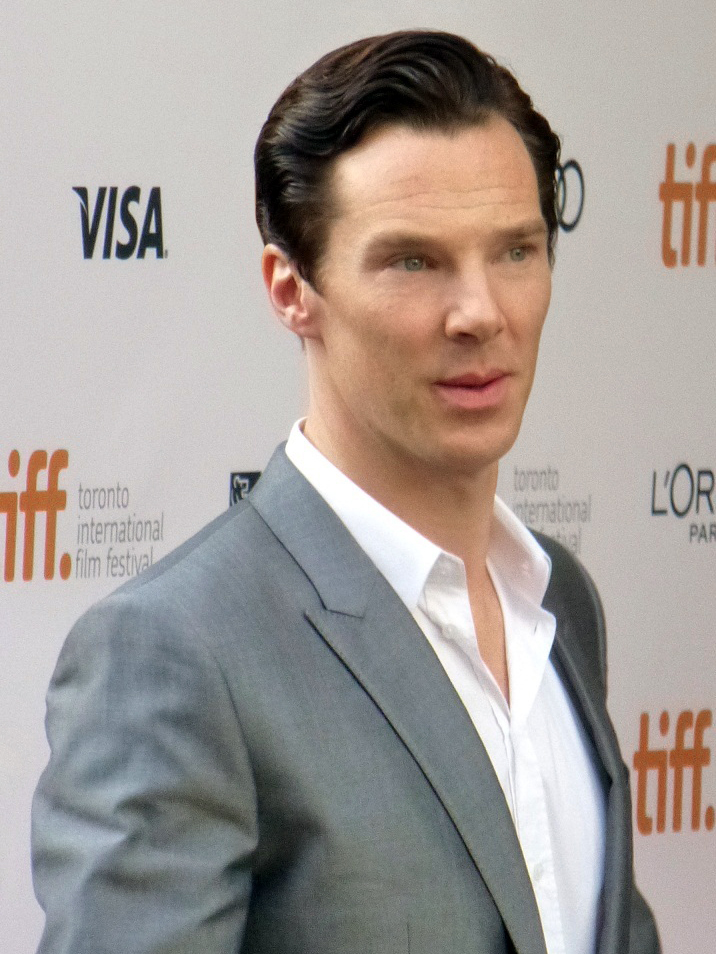
Benedict Cumberbatch
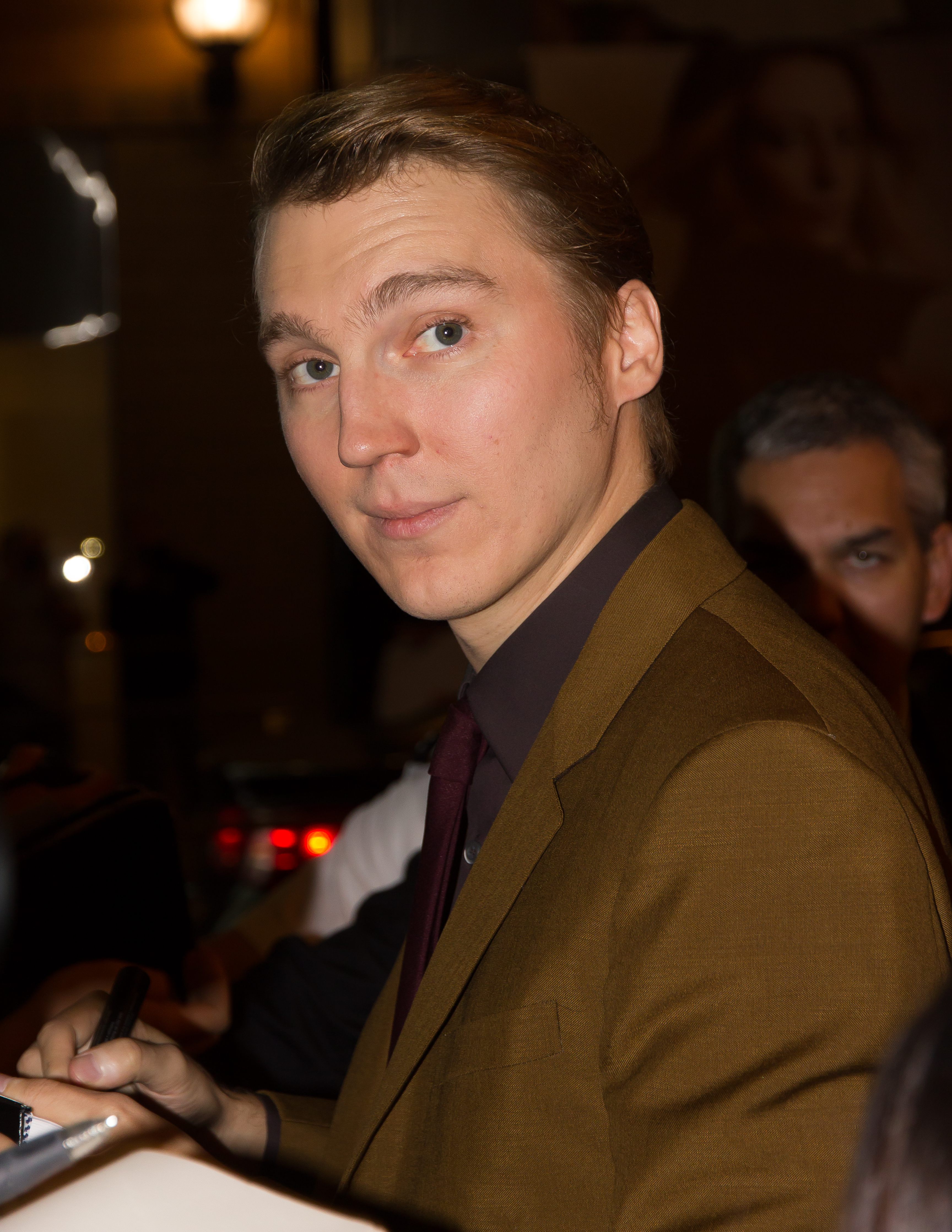
Paul Dano
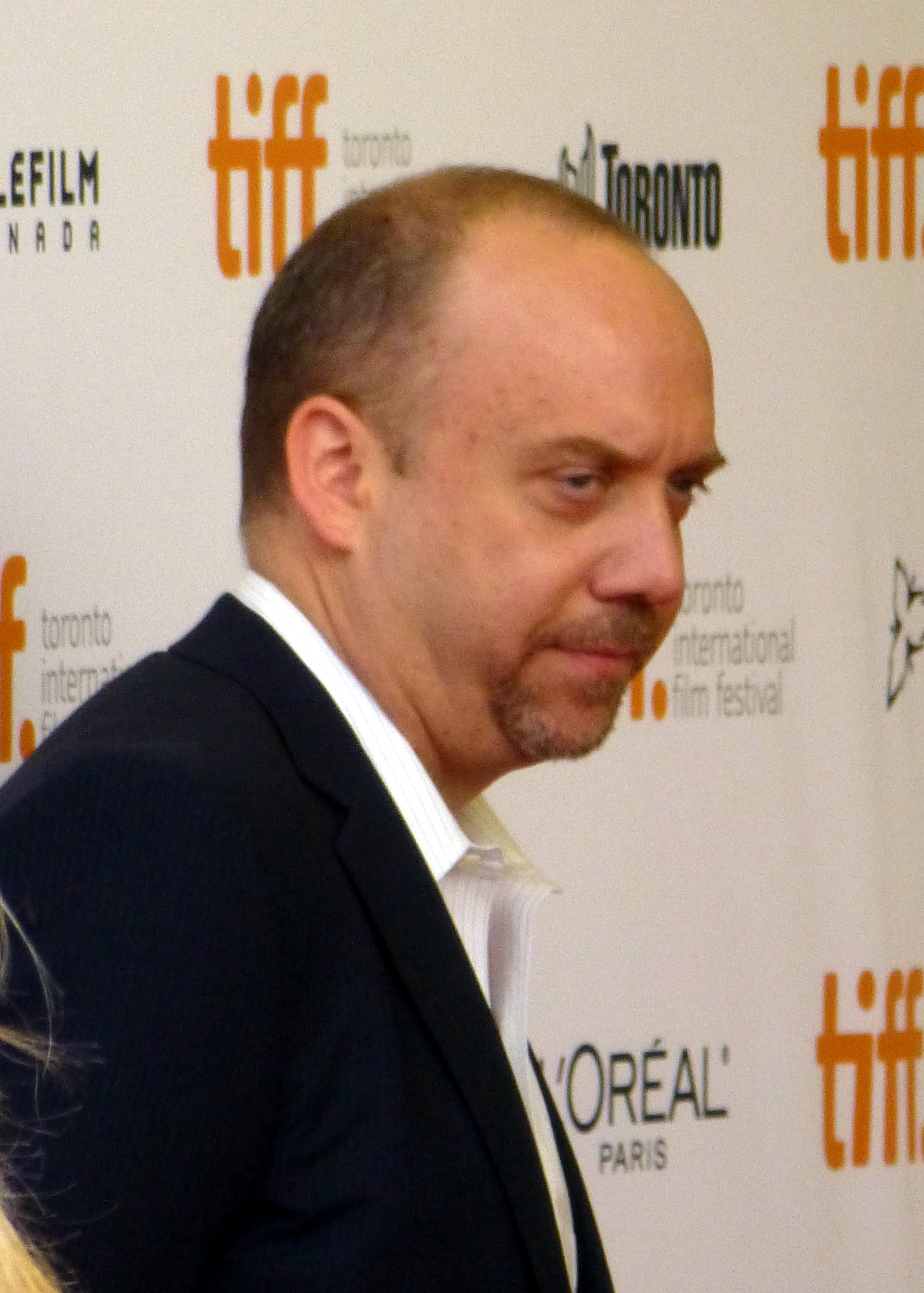
Paul Giamatti
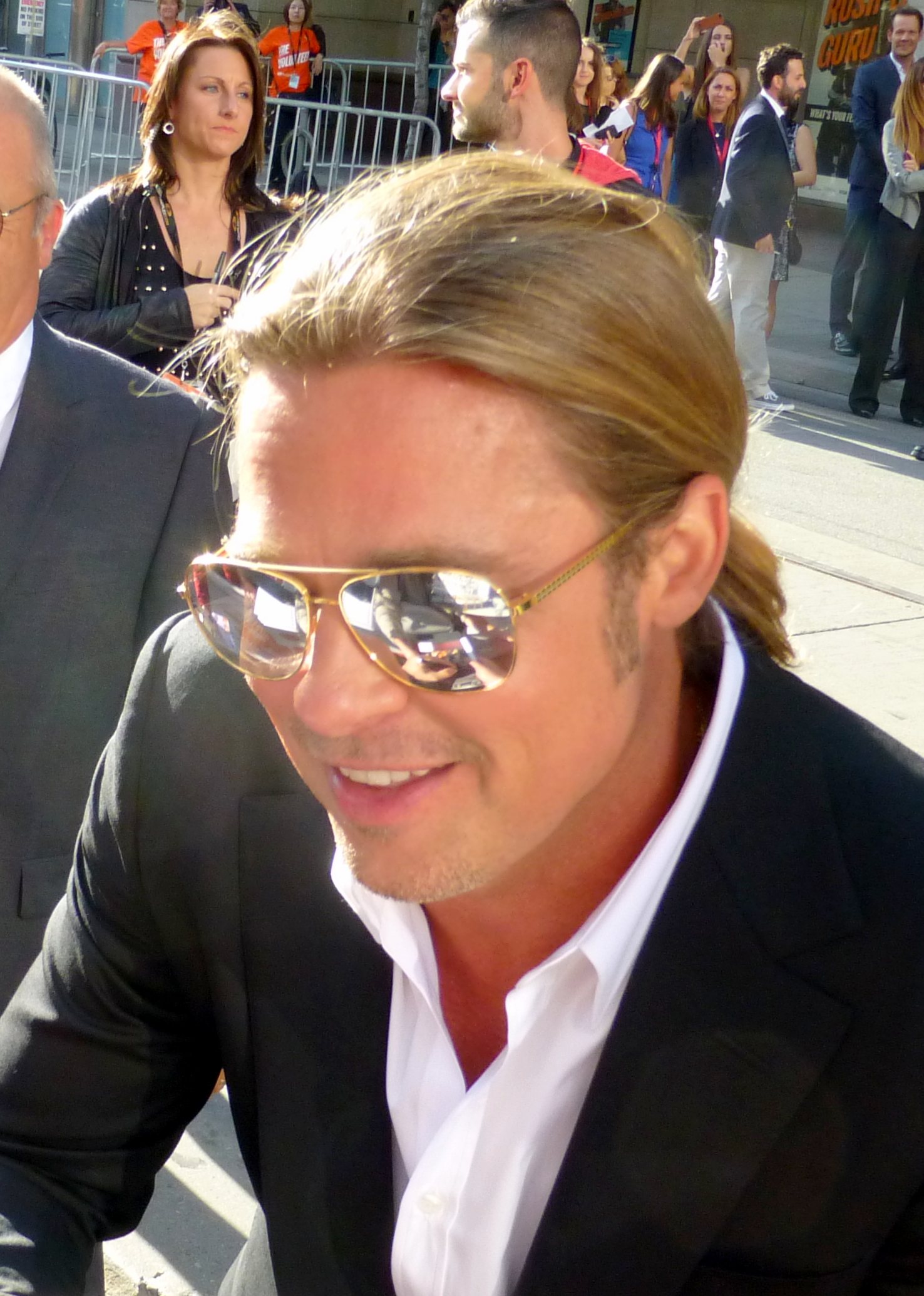
Brad Pitt
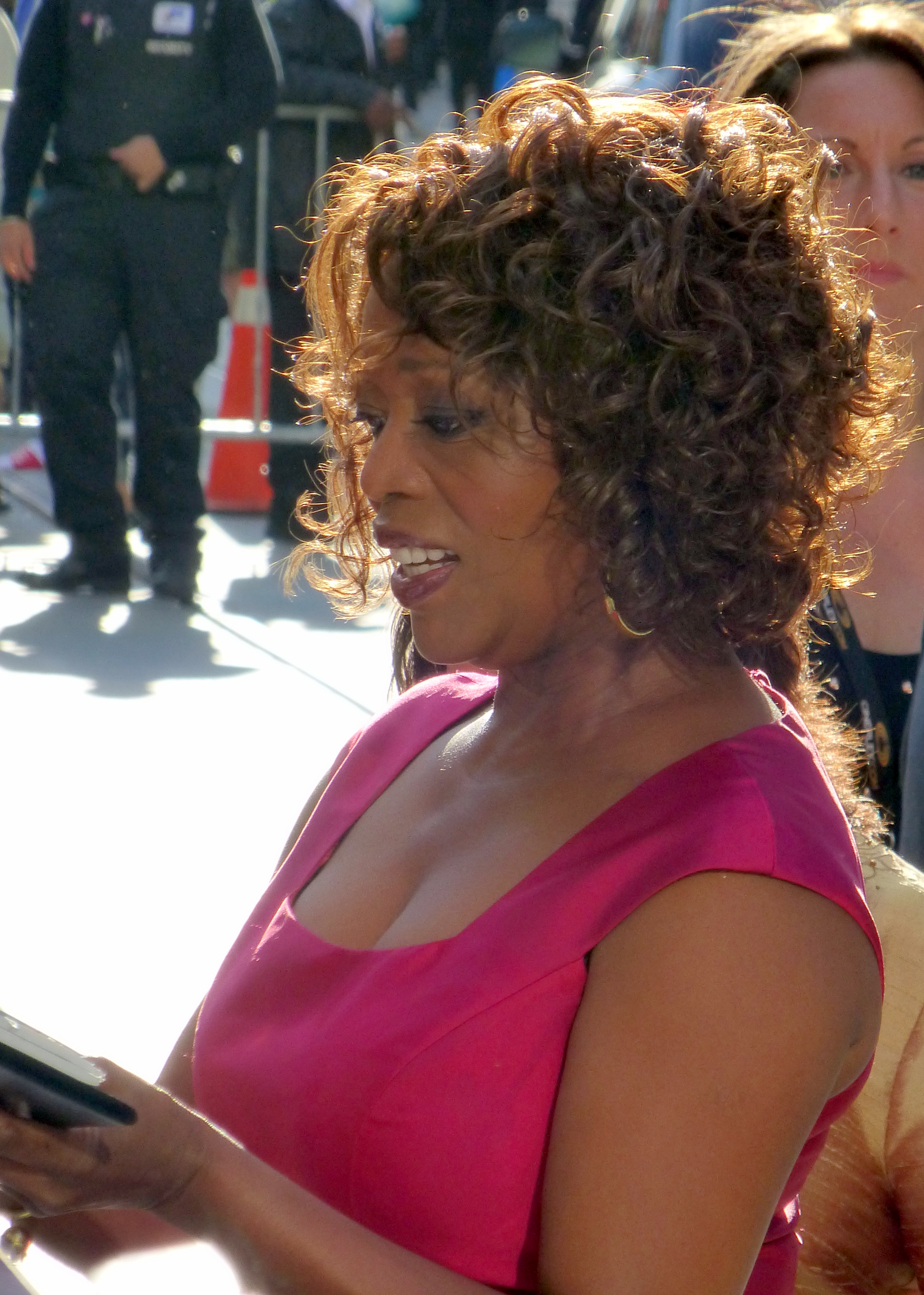
Alfre Woodard
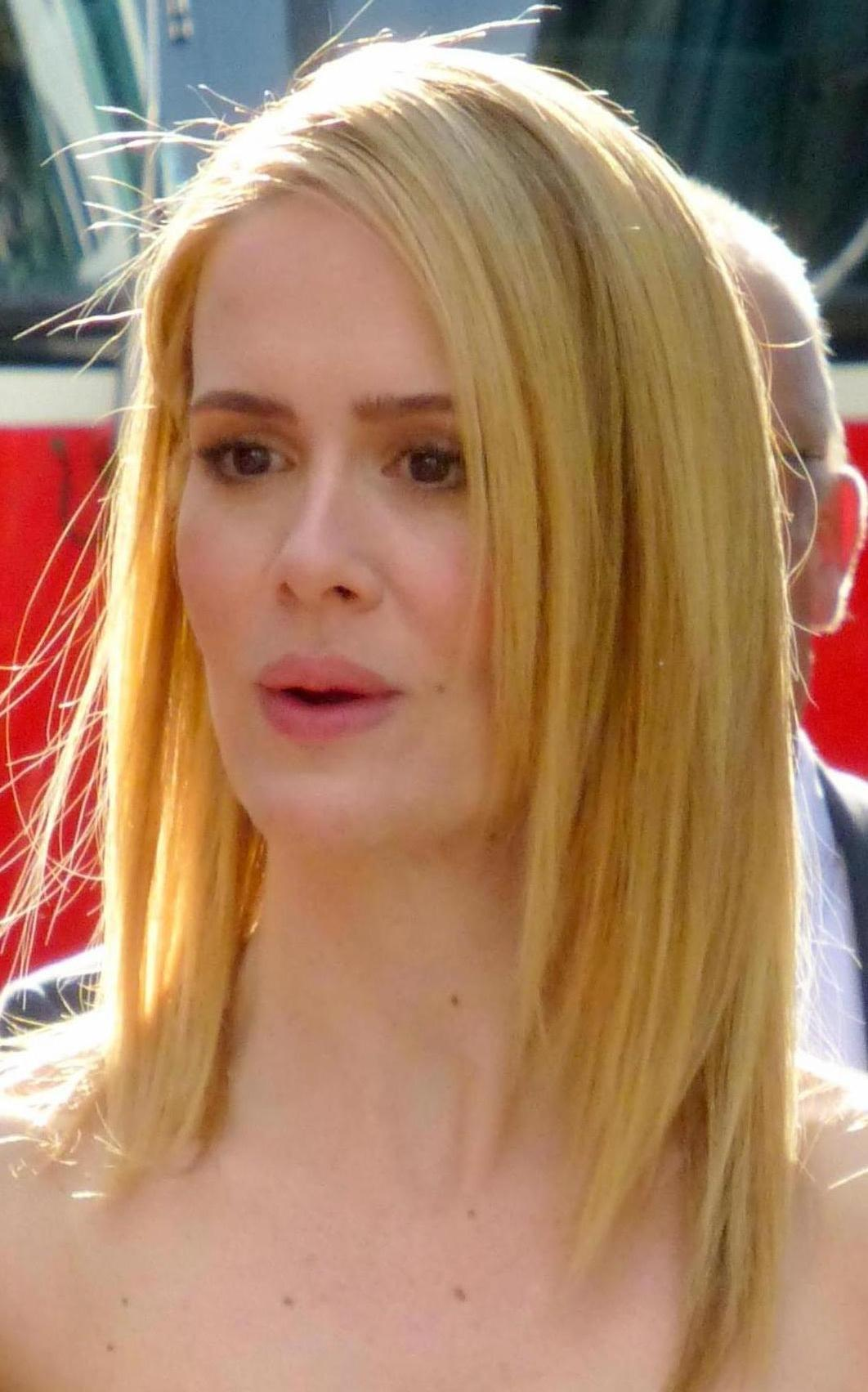
Sarah Paulson

## Production

### Développement

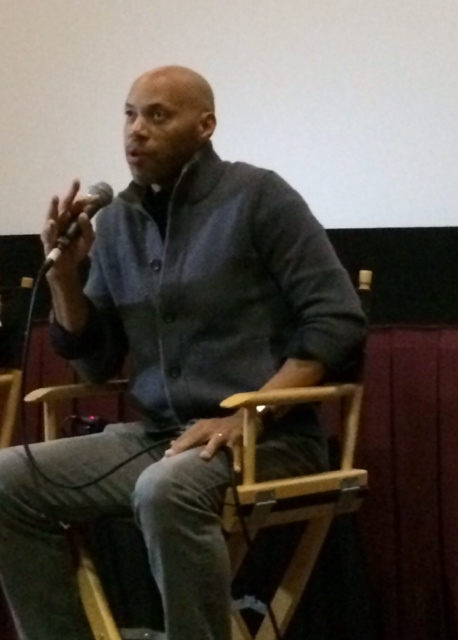
Le scénariste John Ridley au Festival du Film de San Diego, en octobre 2013.

Le réalisateur Steve McQueen a fait la connaissance du scénariste John Ridley au cours d'un visionnage de Hunger à la Creative Artists Agency en 2008. Il lui a alors parlé de son intention de faire un film dans « l'ère esclavagiste de l'Amérique », avec un « personnage dont la relation avec le commerce des esclaves n'est pas évidente ». Après plusieurs semaines de travail, les deux hommes ne parviennent pas à ébaucher un scénario, jusqu'à ce que la femme de McQueen ne trouve les mémoires de Solomon Northup, Douze ans d'esclavage (Twelve Years a Slave) publiés en 1853.

« J'ai lu ce livre et j'ai été totalement sidéré ; je m'en voulais de ne pas avoir découvert ce bouquin plus tôt. Je vis à Amsterdam où Anne Frank est un héros national, et pour moi ce livre était similaire au Journal d'Anne Frank, mais écrit 97 ans plus tôt : un récit de première main sur l'esclavage. Je me suis alors personnellement impliqué dans l'adaptation de ce livre en film. »

— Steve McQueen, NPR
.
Pour retranscrire le langage et les dialectes de l'époque et de la région où le film se déroule, le linguiste Michael Buster a été engagé par la production pour aider les acteurs à s'approprier leurs textes. Le langage utilisé a la qualité littéraire liée au style d'écriture du XIXe siècle et l'influence importante apportée par la Bible du roi Jacques. Buster explique qu'« on ne sait pas comment parlaient les esclaves dans les années 1840, donc j'ai simplement utilisé des échantillons ruraux du Mississippi et de la Louisiane pour Ejiofor et Fassbender. Et pour Benedict Cumberbatch, j'ai trouvé un exemple de la haute société de La Nouvelle-Orléans dans les années 1930. Et enfin, j'ai travaillé avec Lupita Nyong'o, qui est d'origine kényane mais qui a étudié à Yale ; elle s'est entraînée jusqu'à ce qu'elle ait un accent américain,. »

### Casting
Le film est officiellement annoncé en août 2011, avec McQueen à la réalisation et Chiwetel Ejiofor dans le rôle de Solomon Northup, un « nègre libre » enlevé et vendu comme esclave dans le Sud profond des États-Unis. En octobre 2011, Michael Fassbender – l'acteur principal des deux premiers longs métrages de McQueen, Hunger et Shame – rejoint la distribution. Il est rejoint, début 2012, par le reste de la distribution : Brad Pitt, Paul Dano, Benedict Cumberbatch, Sarah Paulson et Paul Giamatti.

### Tournage

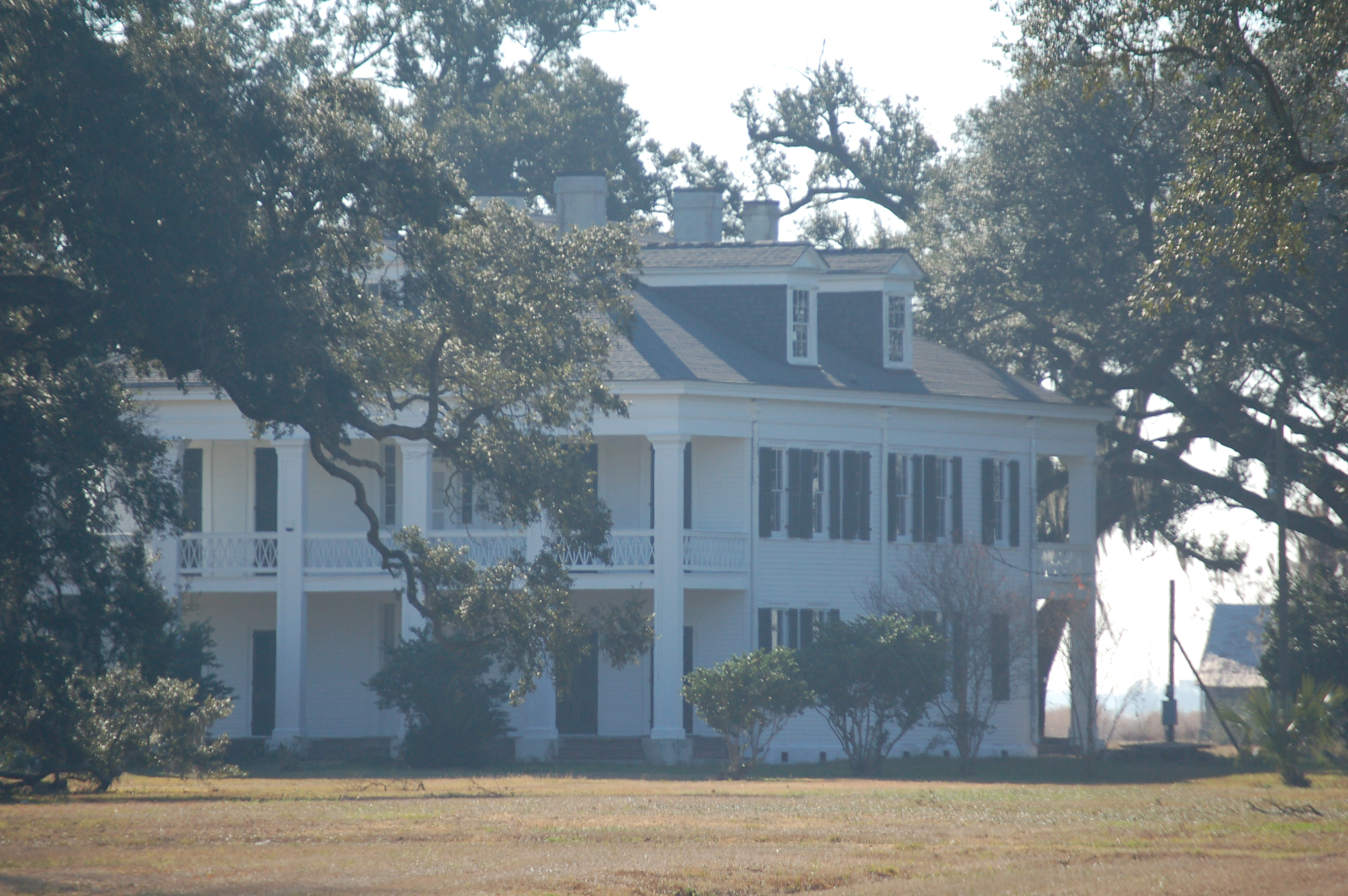
Maison des maîtres de la.

Avec un budget de 20 millions de dollars, le tournage a débuté à la fin du mois de juin 2012 à La Nouvelle-Orléans et il a duré sept semaines pour se terminer le 13 août 2012. Afin de diminuer les coûts de production, la majorité du tournage s'est déroulée dans l'agglomération de La Nouvelle-Orléans – principalement dans la paroisse de Red River, au Nord de l'État de Louisiane, près de l'endroit où le vrai Solomon Northup a été esclave. Quatre plantations Antebellum ont été utilisées pour le film : Felicity (en), Bocage (en) et Destrehan, Magnolia, cette dernière étant la plus proche de celle où Northup a réellement travaillé,. Le tournage s'est aussi déroulé au Columns Hotel et à Madame John's Legacy, dans le vieux carré français de La Nouvelle-Orléans.
Le directeur de la photographie, Sean Bobbitt, le cadreur principal du film, a tourné 12 Years a Slave en format 35 mm avec une résolution de 2.35:1 grâce à deux caméras Arricam : la LT et la ST. D'après Bobbitt, ce format d'image est particulièrement adapté aux films d'époque, alors que l'écran large 2.35 symbolise la nature épique du sujet : « Grand écran veut dire un grand film, une épopée – dans ce cas-là, un conte épique sur l'endurance humaine. » Le réalisateur a choisi de ne pas utiliser un style visuel désaturé qui aurait trop rappelé l'esthétique d'un film documentaire. McQueen s'est rapproché du style du peintre espagnol Francisco de Goya, expliquant que « Goya a peint d'horribles tableaux représentant violence et torture, mais elles restent des œuvres incroyables et exquises. L'une des raisons pour lesquelles elles sont si magnifiques, c'est parce qu'il nous dit : « regarde ça ! »,.
Pour décrire plus précisément l'époque du film, McQueen et son équipe ont fait des recherches sur l'art du XIXe siècle. Avec huit semaines pour créer les costumes, Patricia Norris a collaboré avec Western Costume (en) (qui fournit les principaux studios californiens) afin qu'ils illustrent le passage du temps et l'exactitude historique voulue par le réalisateur. Utilisant une palette de couleurs proches de celles de la terre, Norris a créé plus de 1 000 costumes pour le film. Elle a également utilisé des vêtements ayant réellement appartenu à des esclaves.

### Musique du film
La bande originale a été composée par Hans Zimmer, avec les morceaux de violons écrits et arrangés par Nicholas Britell et joués par Tim Fain. Elle contient également quelques morceaux de musique classique occidentale (Trio à cordes en si bémol majeur, D. 471 de Franz Schubert) et de folk américain (Run Nigger Run de John et Alan Lomax).
Un album, 12 Years a Slave: Music from et Inspired by the Motion Picture, est édité par Columbia Records le 5 novembre 2013 en téléchargement numérique et le 11 novembre en format physique. En plus des musiques de Zimmer, l'album contient aussi des morceaux d'artistes comme John Legend, Alicia Keys, Chris Cornell et Alabama Shakes.

## Accueil

### Sortie

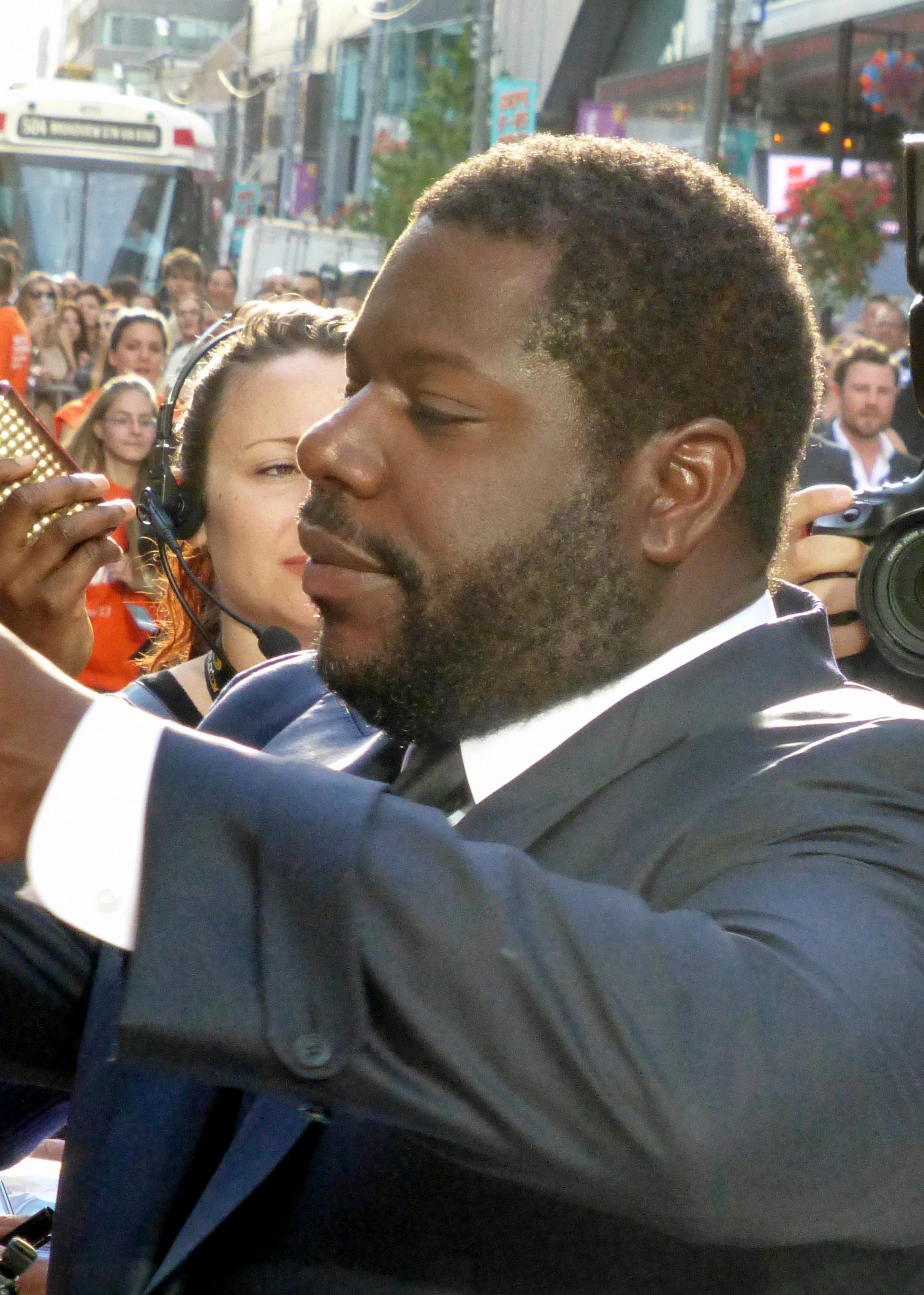
Le réalisateur Steve McQueen à la première du film au Festival de Toronto 2013.

Le film est projeté en Amérique du Nord pour la première fois au cours du festival du film de Telluride le 30 août 2013, puis le 6 septembre au festival international du film de Toronto, le 8 octobre au festival du film de New York et le 19 octobre au festival du film de Philadelphie.
Le 15 novembre 2011, Summit Entertainment a assuré la distribution de 12 Years a Slave sur le marché international. Aux États-Unis, le film est distribué par Fox Searchlight Pictures. Le film sort en salles le 18 octobre 2013 aux États-Unis pour une sortie limitée dans dix-neuf cinémas, avant une diffusion plus large dans 123 salles la semaine suivante puis dans plus de 1 400 cinémas à partir du 8 novembre,.

### Promotion
En raison du sujet explicite du film et de son potentiel évident en termes de récompenses de cinéma, le succès commercial du film a été surveillé attentivement. Beaucoup d'analystes ont comparé le film avec d'autres drames épiques d'une veine similaire, comme La Liste de Schindler (Schindler's List, 1993) ou La Passion du Christ (The Passion of the Christ, 2004) qui sont devenus des succès au box-office malgré la gravité respective de leurs sujets,. Sur Boxoffice Magazine, un journaliste explique que « le thème a beau être difficile, s'il est maîtrisé, les films peuvent être à la fois durs et devenir des réussites commerciales »,. La distribution domestique du film, assurée par Fox Searchlight Pictures (la filiale « indépendante » de 21st Century Fox), a d'abord ciblé les cinémas d'Art et Essai et le public afro-américain ; elle a progressivement été étendue à des salles plus grand public, un peu à la manière de ce que le studio avait fait pour des films comme Black Swan ou The Descendants. La sortie internationale a été repoussée à début 2014 afin de profiter de l'attention portée sur le film au cours de la saison des récompenses (de décembre 2013 à mars 2014).
Une polémique a éclaté fin décembre 2013 quant au choix des affiches italiennes du film, qui mettaient en valeur la réputation de Brad Pitt (qui n'apparaît que quelques minutes sur les deux heures du film), ainsi que Michael Fassbender (le méchant du film, un esclavagiste blanc), au lieu du héros noir interprété par Chiwetel Ejiofor,. Jugées racistes, les affiches ont dû être retirées.

### Box-office
Aux États-Unis, le film a rapporté un peu moins d'un million de dollars le premier week-end de sa sortie limitée (18-20 octobre) dans les dix-neuf cinémas concernés. Quatre semaines plus tard, pour sa sortie nationale dans plus de 1 100 salles, le film rapporte 6 675 731 $ au cours du seul week-end du 8 au 10 novembre.
| Pays ou région        | Box-office                                       | Date d'arrêt du box-office | Nombre de semaines |
| --------------------- | ------------------------------------------------ | -------------------------- | ------------------ |
| États-Unis Canada     | 56 671 993 USD,                                  | 8 mai 2014                 | 29                 |
| Royaume-Uni           | 33 011 149 USD                                   | 20 avril 2014              | 15                 |
| France Paris          | 13 835 227 USD 1 696 935 entrées 167 817 entrées | 16 mars 2014 26 mars 2014  | 8 10               |
| Total hors États-Unis | 131 061 209 USD                                  | -                          | -                  |
| Total mondial         | 187 734 091 USD                                  | -                          | -                  |

### Accueil critique

#### Dans les pays anglo-saxons
12 Years a Slave a reçu un accueil critique presque universellement positif à la fois par les professionnels et par le public, en particulier pour les performances des acteurs (notamment Chiwetel Ejiofor, Michael Fassbender et Lupita Nyong'o), la réalisation de Steve McQueen, le scénario et la fidélité à l’œuvre autobiographique de Northup. L'agrégateur de critiques Rotten Tomatoes rapporte 97 % de critiques positives, attribuant au film le label « Certified Fresh », d'après 240 critiques et une moyenne de 9⁄10. Le consensus rédigé par le site est : « le visionnage est loin d'être confortable, mais le regard brutal et inflexible que porte 12 Years a Slave sur l'histoire de l'esclavage aux États-Unis est brillant – et sûrement essentiel ». Metacritic affiche un score de 97⁄100 d'après 48 critiques, ainsi que le label « Universal acclaim » ; il s'agit de l'un des films les mieux notés du site.
Selon David Denby du New Yorker, 12 Years a Slave est « de loin le meilleur film jamais réalisé sur l'esclavage en Amérique », et il remarque le plan-séquence de l'interminable pendaison de Solomon, se balançant pendant des heures d'un pied sur l'autre dans la boue pour lutter contre l'asphyxie alors que les autres esclaves vaquent à leurs occupations. Cette scène résume la situation de Northup pendant ses douze années d'esclavage : un équilibre infiniment précaire pour rester debout, pour « survivre ». Richard Corliss, du Time Magazine, en faisant un parallèle avec l'Allemagne nazie, écrit que le film montre que le racisme, sans parler de son inhumanité barbare, est d'une inefficacité délirante. « Il semble que les Nazis aient perdu la guerre d'une part parce que le massacre des juifs nécessitait trop de personnel et d'autre part parce qu'ils n'ont pas su exploiter le génie des scientifiques juifs pour construire des armes plus maniables. Les esclavagistes du film diluent l'énergie de leurs esclaves en les fouettant comme s'il s'agissait de quelque sport sadique, ou, comme le fait Epps, en les réveillant au milieu de la nuit pour les faire danser pour le plaisir cruel de sa femme,. » Sur le site HitFix, le film affiche le score de « A- » et la critique mentionne le « drame puissant porté par la réalisation audacieuse de McQueen et l'interprétation subtile de Chiwetel Ejiofor », et salue également les performances de Fassbender et Nyong'o, « la révélation du film » dont le jeu lui permettra sûrement de décrocher un ticket pour les Oscars en mars 2014. Paul MacInnes du Guardian, avec cinq étoiles sur cinq, écrit « douloureux, viscéral et implacable, 12 Years n'est pas seulement un grand film, c'est un film nécessaire, ». Un critique de Spill.com compare le film à la mini-série Roots, ajoutant qu'à côté de 12 Years a Slave, « Roots, c'est Les Bisounours ».
Dans Entertainment Weekly, le journaliste salue un « monument de cruauté et de transcendance » et loue la prestation d'Ejiofor : « 12 Years a Slave nous fait voir le plus grand péché de l'Amérique avec les yeux grands ouverts. C'est parfois difficilement supportable mais ce film possède une telle humanité et une telle grâce qu'à chaque fois, vous vous dites que vous regardez quelque chose d'essentiel. C'est aussi l'incroyable performance de Chiwetel Ejiofor qui apporte de la cohérence au film, et qui nous permet de le regarder sans ciller. Il interprète Solomon avec une telle force intérieure et une telle puissance, sans que jamais il n'atténue le cauchemar silencieux qu'était le quotidien de l'esclave ». Peter Travers accorde dans Rolling Stone quatre étoiles au film et, après l'avoir nommé meilleur film de l'année 2013, ajoute qu'il est difficile de le mettre de côté dans un coin de sa tête et l'y oublier : « ce que nous avons-là est un classique cinglant, brillant et franc ». The New York Times insiste sur le fait que « le génie de 12 Years a Slave tient dans son insistance sur la banalité du mal et sur la terreur qui s'insinue au plus profond des âmes de ces corps enchaînés, au prix terrible et durable de leur liberté, ». Sur Slant Magazine, un critique remarque que « en utilisant la composition visuelle qui fait sa signature ainsi qu'une ambiance sonore assourdissante, Steve McQueen fait le portrait, avec un réalisme déchirant, de l'expérience de Northup et de la relation compliquée entre un esclave et son maître,. » Pour David Simon, le créateur de la série The Wire, le film marque la première fois dans l'histoire du divertissement, quoique motivée par une contribution internationale (un réalisateur et des acteurs britanniques), qu'une œuvre a réussi à regarder directement l'esclavage sans jamais baisser les yeux.
Le film n'est cependant pas exempt de critiques négatives. The Village Voice, bien que saluant l'interprétation d'Ejiofor, écrit que le film « reste à distance de tout sentiment sauvage qui pourrait être dangereux. Même lorsqu'il dépeint la cruauté inhumaine des esclavagistes, comme c'est souvent le cas, il ne se départit pas de sa pureté esthétique,. » Un journaliste de Slate critique le scénario lui-même en expliquant que 12 Years a Slave est construit comme une simple histoire d'un homme qui tente de rejoindre sa famille, stimulant inutilement l'empathie du spectateur pour le protagoniste. « Peut-être que l'on a besoin d'une histoire à l'échelle individuelle pour comprendre le sujet ; mais quoi qu'il en soit, cela a un effet déformant sur la réalité. On se sent plus proche d'un héros unique que de millions de victimes ; si l'on est forcé de s'imaginer réduit en esclavage, on veut s'imaginer dans le rôle de Northup, un homme spécial qui s'échappe miraculeusement du système qui a failli l'écraser », concept résumé sous l'appellation « the hero problem ». L'auteur compare le film à La Liste de Schindler (1993), et cite Stanley Kubrick à propos du film de Steven Spielberg : « vous pensez que ça parle de l'Holocauste ? Mais ça parle d'une réussite plutôt, non ? L'Holocauste, ce sont 6 millions de personnes qui se font tuer. La Liste de Schindler parle de 600 personnes qui en réchappent ». Déclarant que 12 Years a Slave est tout de même un film important, il ajoute que ce film n'apporte cependant pas la vérité absolue sur ces « deux abominables siècles de l'histoire américaine, [où] l'individu n'a pas été plus grand que l'institution. Nous pouvons supporter 12 Years A Slave, mais ne vous attendez pas à voir bientôt 60 Years a Slave. Quant à 200 Years, Millions of Slaves, n'y pensez même pas »,. Dans une tribune publiée sur The Guardian, l'écrivain canadien noir Orville Lloyd Douglas (en) explique qu'il n'ira pas voir le film : « je suis convaincu que ces films sur l'histoire des Noirs sont créés pour un public de blancs libéraux pour provoquer chez eux la culpabilité blanche (« white guilt »). Quelle que soit votre race, ce genre de films a peu de chance de vous apprendre quoi que ce soit que vous ne sachiez déjà, ».

#### En France
En France, Allociné affiche une moyenne de 4,2 étoiles sur 5 pour les trente critiques de la presse recensées. De nombreux quotidiens lui donnent la note maximale, ainsi que Première qui écrit que le film est un « compte rendu circonstancié et cru de la vie des esclaves dans les plantations de coton au cours du XIXe siècle. Disons-le tout net : l'expérience est traumatisante. » Le Monde mentionne le Django Unchained de Quentin Tarantino, et le Lincoln de Steven Spielberg, tous deux sortis en 2012 qui traitaient du même thème de l'esclavage sur un mode beaucoup plus controversé et dystopique pour le premier et à la gloire de la démocratie américaine pour le second, et ajoute que le film a pour but de « montrer l'esclavage tel qu'il aliène d'abord le corps d'un homme, c'est-à-dire tel qu'il le prive de liberté, tel qu'il le stigmatise, tel qu'il l'humilie, tel qu'il le déchoit en un mot de son humanité. Simplicité biblique, si l'on veut, de ce projet, sauf qu'à bien chercher dans l'histoire du cinéma aucun film ne le mène réellement à bien tant il est radical. » Un parallèle avec le « mal compris » Vénus noire d'Abdellatif Kechiche (2010) est aussi mentionné,.
Studio Ciné Live regrette le « classicisme court sur pattes » de 12 Years a Slave, et ajoute que « Steve McQueen, cinéaste jusque-là intransigeant, auteur des formidables Hunger et Shame, films radicaux presque réalisés pour ne pas plaire, s'est arrondi aux angles ». Le site Critikat écrit que « malgré un lyrisme souterrain un poil menaçant [...], on sent une colère très noble – noble parce que contenue par l’intelligence – dans cette manière qu’à le cinéaste de demeurer imperturbable à son éprouvante remontée du Styx. » Dans Télérama, l'auteur s'attarde sur le traitement des personnages, et explique que « le film faiblit, d'ailleurs, lorsqu'il s'attarde sur des silhouettes à la psychologie simplette : saint Brad Pitt, archange miraculeux qui libère le héros, ou Paul Dano, jeune démon sans nuances, qui l'enfonce », alors que « c'est à son comédien favori, Michael Fassbender, que le cinéaste réserve le rôle le plus soigné, le plus ambigu, le plus maléfique. [...] Il le métamorphose en nid à complexes, en paratonnerre de frustrations, [...] un être apeuré de ne pas se montrer à la hauteur d'une classe sociale qu'il méprise ».
Les Cahiers du cinéma et Le Nouvel Observateur regrettent cependant le conformisme et la complaisance du film, ainsi que le « manichéisme facile des pires machines à Oscars »,. So Film rejoint l'avis de Slate sur le fait que McQueen a choisi une histoire où l'esclavage a duré douze ans, alors qu'elle a duré toute une vie pour la plupart des autres esclaves. Le journaliste qualifie l'interprétation de Fassbender de « souvent grotesque », alors qu'Ejiofor « fait de son mieux pour mettre de la grandeur d'âme dans son regard humide. »

## Distinctions

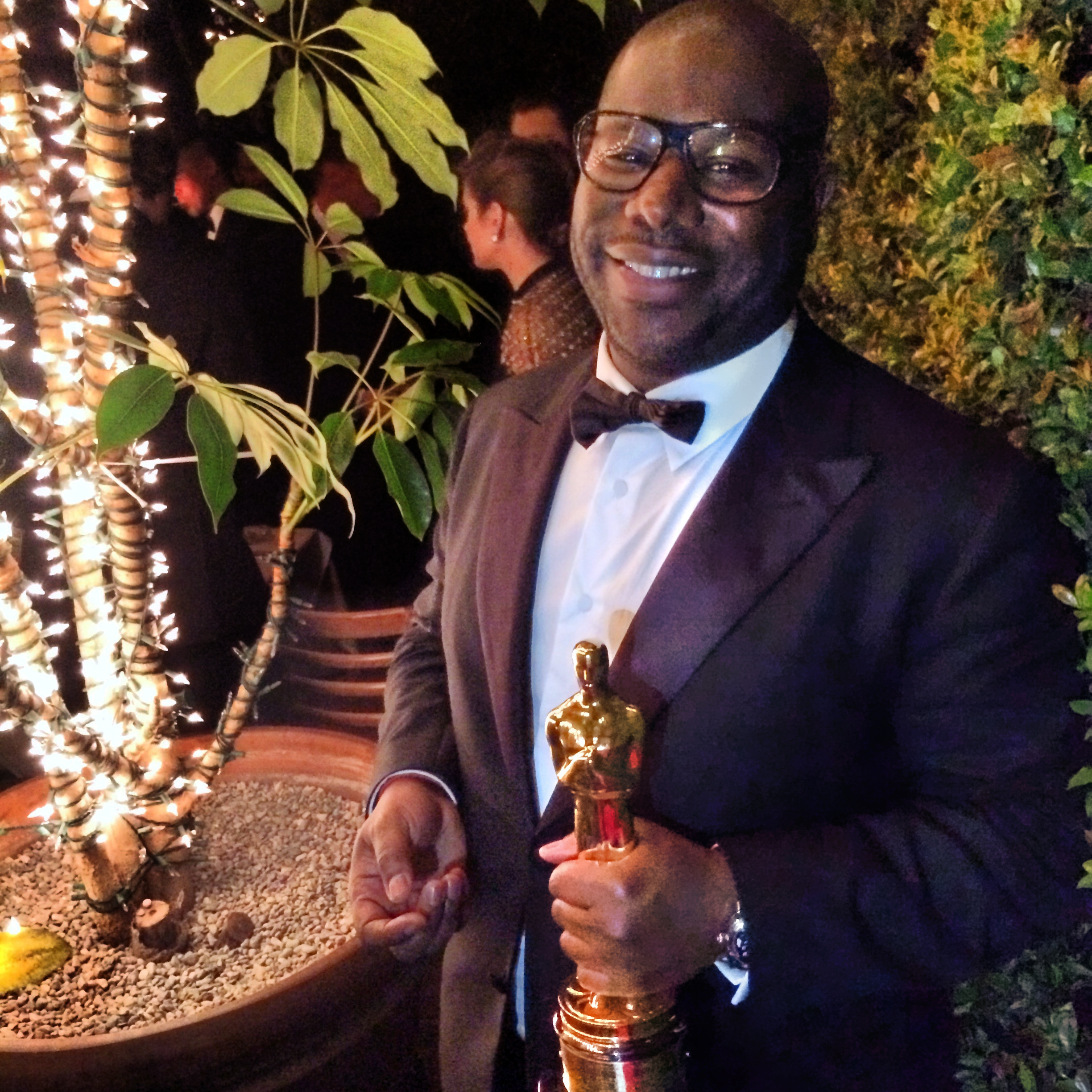
Le réalisateur Steve McQueen avec son Oscar du meilleur film obtenu pour Twelve Years a Slave en mars 2014.

Depuis sa présentation aux festivals de Telluride et de New York, puis sa projection au public au cours du festival de Toronto, le film a reçu un grand nombre de récompenses,. Celles-ci ont notamment salué la réalisation détachée de Steve McQueen,, et surtout les performances de l'acteur principal Chiwetel Ejiofor, et des deux seconds rôles interprétés par Michael Fassbender et Lupita Nyong'o – tous les trois ont reçu une nomination Golden Globes et Screen Actors Guild Awards,,. Le film a été nommé à plusieurs prix de la meilleure distribution, et, d'un point de vue technique, le scénario de John Ridley, la photographie, le montage et la musique ont également été récompensés.
Le film dans son ensemble a également été nommé et a remporté nombre de récompenses. Il est notamment classé dans le top 10 des meilleurs films de l'année de l'American Film Institute et du National Board of Review, récompenses décernées aux producteurs du film, Brad Pitt, Dede Gardner, Jeremy Kleiner, Bill Pohlad, Steve McQueen, Arnon Milchan et Anthony Katagas, et il apparaît dans presque l'ensemble des cérémonies de récompenses de la saison 2013-2014. Il compte parmi les favoris de la course aux Oscars du cinéma, dont la 86e cérémonie a terminé la saison en mars 2014,.
Après avoir reçu le People's Choice Award du festival international du film de Toronto 2013, il remporte le prix du meilleur film de la plupart des associations de critiques américaines, ainsi que le Golden Globe du meilleur film dramatique et le Critics' Choice Movie Award du meilleur film. Le British Academy Film Award du meilleur film lui est décerné en février 2014, alors que Chiwetel Ejiofor reçoit le BAFTA du meilleur acteur. Le 2 mars 2014, le long métrage a reçu l'Oscar du meilleur film ainsi que l'Oscar de la meilleure actrice dans un second rôle décerné à l'actrice kényane Lupita Nyong'o.

## Analyse

### Style du réalisateur
Le réalisateur Steve McQueen est à l'origine un artiste contemporain. Plusieurs commentateurs ont noté l'influence de son passé artistique dans le film. Le British Film Institute écrit dans sa critique que « bien qu'il ne soit pas exactement ostentatoire, McQueen a tendance à rester dans le registre décadent, décorant ses films avec le genre d'enjolivures qu'on peut attendre d'un artiste habitué aux standards de l'art moderne. Son style est délibérément élevé ; chaque image a été précisément calibrée, taillée pour correspondre à l'esthétique consonante,. » Parfois accusé de faire étalage de son sens artistique, le réalisateur semble cependant assumer une mise en scène réaliste. Mais l'esthétisme choisi par McQueen a aussi été critiqué pour « diluer » la dureté des images et la gravité des sentiments véhiculés par le film.

### Exactitude historique

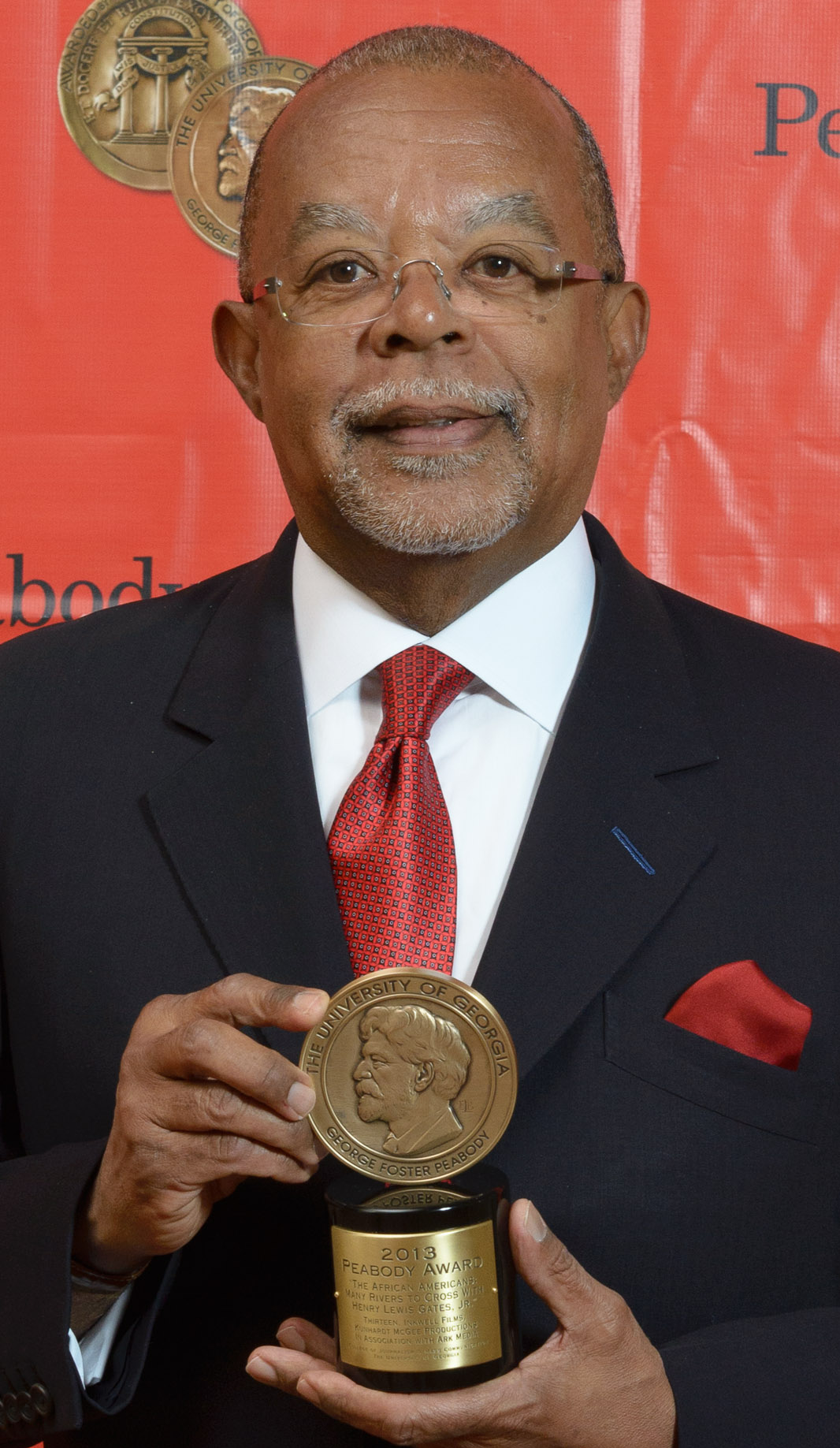
L'universitaire Henry Louis Gates, recevant ici un Peabody Award en 2014 pour la série documentaire The African Americans, a été consultant historique sur le film.

L'universitaire Henry Louis Gates spécialisé dans l'histoire et la culture afro-américaine a été consultant pour le film, ainsi que le chercheur David Fiske, coauteur de Solomon Northup: The Complete Story of the Author of Twelve Years A Slave. La publication de la terrible histoire de Solomon Northup, Douze ans d'esclavage, a donné lieu à des questionnements quant à la véracité de son témoignage. Dès le lendemain de la parution de la première édition en 1853, l'ancien esclave Frederick Douglass commente : « sa vérité dépasse la fiction,. » Pour l'édition de 1968 des mémoires, les historiens Sue Eakin et Joseph Logsdon ont authentifié les faits mentionnés par Northup. Plusieurs historiens s'accordent à dire que Douze ans d'esclavage est le témoignage le plus authentique jamais écrit par un esclave.
Le scénariste John Ridley a choisi d'adapter fidèlement le livre, ainsi que les notes de bas de page de Eakin et Logsdon pour resituer le récit et lui apporter un éclairage moderne. Si certaines scènes ont été ajoutées de l'adaptation du livre de Northup – ou si l'histoire a été condensée – pour des raisons dramatiques ou de modernisation, la plupart des événements importants et des scènes-clé présents dans le film, ainsi que certains dialogues (parfois repris mots pour mots), sont directement issus des mémoires de l'ancien esclave. Le film diffère également dans le traitement de certains aspects décrits dans le livre,,.

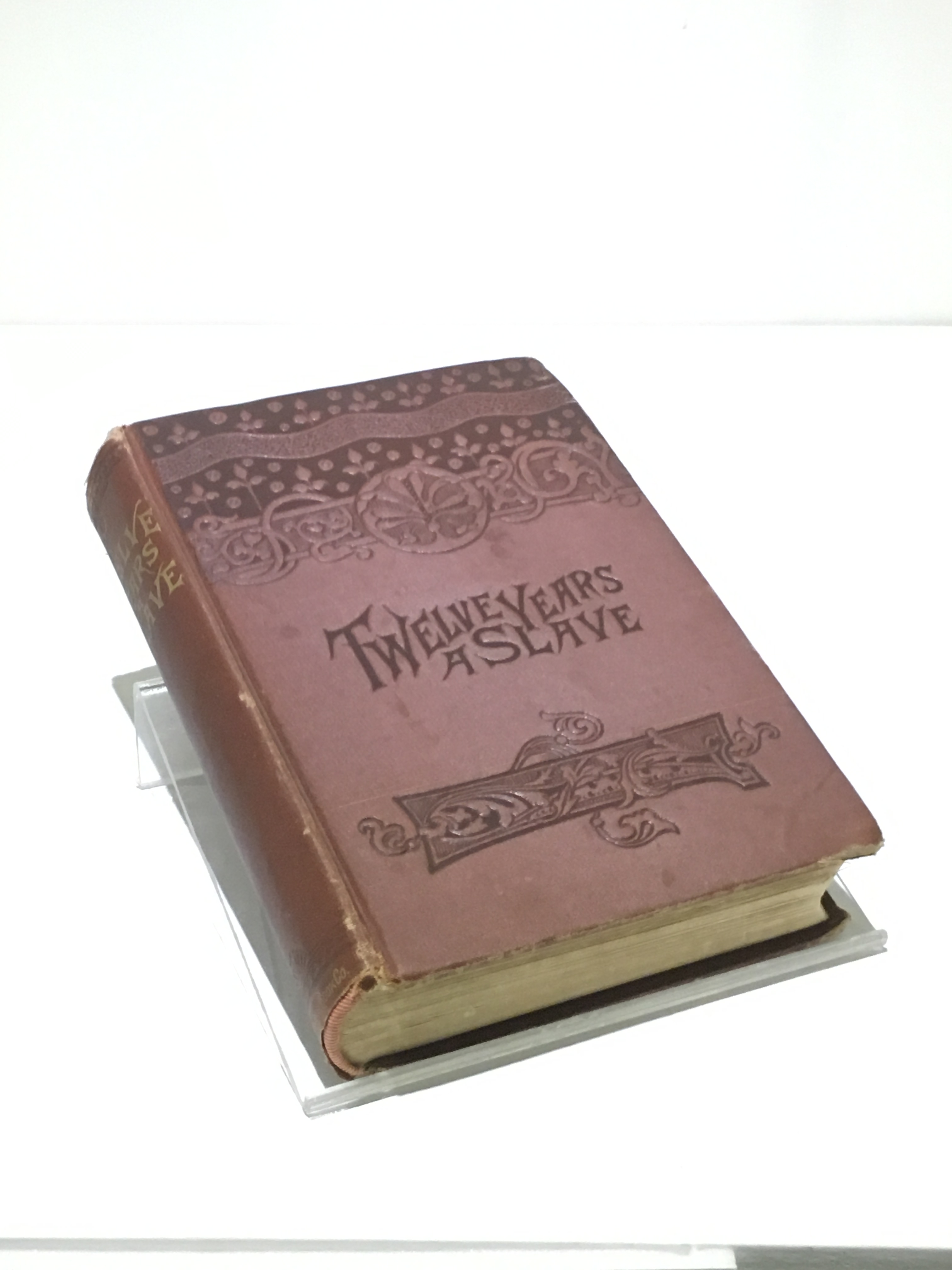
Edition de Twelve years a slave de 1892

Par exemple, dans ses mémoires, Northup (Chiwetel Ejiofor) ne désigne pas explicitement ses ravisseurs, « Hamilton » et « Brown », étant donné qu'il a été drogué ; il n'avait alors aucune idée de l'identité des personnes qui l'avaient enlevé,,. Son premier maître, William Ford (interprété par Benedict Cumberbatch), est presque célébré par Northup dans son livre : « il n'y eut jamais de chrétien plus aimable, noble et sincère que William Ford », expliquant que c'est son milieu qui l'aurait « rendu aveugle au mal inhérent aux fondements du système de l'esclavage ». Dans le film, il est dépeint comme un hypocrite, prêchant des sermons pour couvrir les cris déchirants de son esclave Eliza qui vient d'être séparée de ses enfants,,. La scène de la pendaison est véridique, même si Northup s'est en fait battu contre le charpentier John M. Tibeats à deux reprises, au lieu d'une seule représentée dans le film. Sous un prétexte futile (une histoire de clous), Tibeats tente de fouetter Northup, mais celui-ci se défend et retourne le fouet contre lui. Il est alors lynché par Tibeats et ses amis, mais ils sont arrêtés par le contremaître de Ford, M. Chapin. Mais au lieu de libérer l'esclave, il le laisse pendu à la limite de l'asphyxie pendant des heures, et oblige les autres esclaves à reprendre leur travail,. Et c'est bien Ford qui libère Northup. Celui-ci décrit une seconde empoignade avec Tibeats, un jour où Ford et Chapin étaient absents, et où le charpentier l'a pourchassé avec une hache, le contraignant à fuir et à se cacher dans les marais alentour. Mais, incapable de survivre seul dans ce milieu hostile, il revient à la plantation peu après. Même si Ford lui a pardonné, il décide de vendre son esclave pour éviter un autre incident.
Son nouveau maître, Edwin Epps, était en réalité encore plus cruel que celui interprété par Michael Fassbender dans le film. Lors de ses « humeurs dansantes », il obligeait ses esclaves épuisés à danser au milieu de la nuit en leur criant « dansez, négros, dansez ! » et les battait lorsqu'ils tentaient de se reposer. Très porté sur la boisson, il aimait pourchasser ses esclaves dans la cour en les fouettant pour s'amuser, et a bel et bien poursuivi Northup armé d'un couteau. Même si Northup est moins explicite dans ses mémoires, Epps nourrissait pour son esclave Patsey (Lupita Nyong'o) des « intentions lubriques », en particulier lorsqu'il était ivre,. Malgré ses remarquables talents de ramasseuse de coton, Patsey était l'une des esclaves les plus battues de la plantation, principalement à cause de maîtresse Epps. Northup écrit que la jeune esclave était devenue « une esclave avec un maître licencieux et une maîtresse jalouse, [...] une victime asservie à la luxure et la haine ». Dans le livre de Northup, la femme d'Epps est cependant moins caricaturale que dans le film ; il explique qu'en l'absence de son mari, elle était même généreuse avec ses esclaves, leur offrant de la nourriture de sa propre table, et elle fut sincèrement réjouie de la liberté de Solomon. Mais sa jalousie maladive pour Patsey lui faisait perdre toute raison lorsqu'elle la croisait. Mary Epps, comme cela est dépeint dans le film, la frappait régulièrement au visage à l'aide de divers objets et elle encourageait son mari à la fouetter, notamment dans la scène de la flagellation à la fin du film, « la punition la plus cruelle à laquelle j'ai eu le malheur d'assister » écrit Northup, qu'Epps a également obligé à délivrer les coups. Après qu'il l'a fouettée à contrecœur plus de quarante fois, Northup a lâché le fouet, et c'est son maître qui a poursuivi son œuvre, donnant des coups avec « dix fois plus de force » jusqu'à ce qu'elle s'évanouisse.
Par ailleurs, Patsey n'a semble-t-il pas demandé à Solomon de l'aider à se suicider de façon explicite. Il s'agit soit d'un choix du scénariste et du réalisateur d'apporter une tension dramatique supplémentaire ou soit d'une mauvaise lecture de l'un des passages du livre : « Rien ne réjouissait plus la maîtresse que de voir Patsey souffrir, et plus d'une fois, lorsque Epps refusait de la vendre à sa demande, elle a tenté de me soudoyer pour la tuer secrètement, et enterrer son corps dans les marais. Patsey aurait volontiers souhaité apaiser son esprit impitoyable, si cela avait été en son pouvoir, mais, contrairement à Joseph, elle n'a jamais osé s'enfuir de chez maître Epps, laissant plus que ses vêtements entre ses mains ». Il semble manifeste que c'est de maîtresse Epps dont parle Northup, et que c'est elle qui aurait tenté d'acheter Solomon pour tuer Patsey. Cependant, il écrit aussi que la jeune femme était tombée dans un état dépressif et on peut en déduire qu'implicitement, la mort aurait mis fin à ses souffrances,.
Le personnage de maîtresse Shaw est une invention, utilisé par le réalisateur pour donner une voix à Alfre Woodard ; dans le livre, la femme de maître Shaw est simplement mentionnée, mais Northup ne la rencontre pas, et il n'est dit nulle part qu'elle soit noire,,. Quant au personnage interprété par Brad Pitt, Samuel Bass, si peu crédible qu'il soit (un abolitionniste canadien en plein cœur de la Louisiane), il semble avoir réellement existé et aurait encore plus aidé Northup que le film ne le laisse entendre. Après l'avoir rencontré en pleine nuit pour que Solomon lui raconte son histoire, il écrit et envoie des lettres pour lui et, lorsque celles-ci ne reçoivent aucune réponse, il se rend à New York pour les remettre en personne. Les dialogues sur l'esclavage entre Bass et Epps sont presque repris textuellement dans le film,,.
Enfin, lorsque Northup rentre chez lui, un détail est laissé de côté par le film puisque après douze ans d'absence, sa fille Margaret ne l'a pas reconnu,.
Comme cela est indiqué dans les notes pré-générique, les ravisseurs de Solomon, Alexander Merrill et Joseph Russell, n'ont jamais été reconnus coupables au cours de l'accusation qui a suivi la publication du livre. À la suite de désaccords relatifs aux juridictions habilitées à les juger, ainsi qu'à certaines manœuvres de leur avocat, les deux hommes sont libérés et acquittés avant un quelconque procès en mai 1857.
La fin de la vie et la mort de Northup restent inconnues ; certaines sources affirment qu'il a été tué, d'autres qu'il a simplement disparu, et aucune tombe portant son nom n'a jamais été retrouvée.

## Éditions en vidéo
- En France, le film 12 Years a Slave est sorti en DVD[119] et en Blu-ray[120] le 28 mai 2014 et en VOD le 10 novembre 2015[8]. Par la suite, le film est ressorti en DVD et Blu-ray une première fois le 12 février 2018[121],[122] et une seconde ressortie DVD et Blu-ray le 1er juin 2023[123],[124].

- Aux États-Unis, le film est sorti en DVD et Blu-ray le 4 mars 2014[125],[126].

### Citations originales
1. ↑  « I read this book, and I was totally stunned. At the same time I was pretty upset with myself that I didn't know this book. I live in Amsterdam where Anne Frank is a national hero, and for me this book read like Anne Frank's diary but written 97 years before — a firsthand account of slavery. I basically made it my passion to make this book into a film. »
2. ↑  « We don't know what slaves sounded like in the 1840s, so I just used rural samples from Mississippi and Louisiana [for actors Ejiofor and Fassbender]. Then for Benedict [Cumberbatch], I found some real upper-class New Orleanians from the '30s. And then I also worked with Lupita Nyong'o, who's Kenyan but she did her training at Yale. So she really shifted her speech so she could do American speech ».
3. ↑  « To know that we were right there in the place where these things occurred was so powerful and emotional," said actor Chiwetel Ejiofor. "That feeling of dancing with ghosts — it's palpable ».
4. ↑  « When you think about Goya, who painted the most horrendous pictures of violence and torture and so forth, and they're amazing, exquisite paintings, one of the reasons they're such wonderful paintings is because what he's saying is, 'Look – look at this.' So if you paint it badly or put it in the sort of wrong perspective, you draw more attention to what's wrong with the image rather than looking at the image ».
5. ↑  « It may be a tough subject matter, but when handled well ... films that are tough to sit through can still be commercially successful ».
6. ↑  « It's far from comfortable viewing, but 12 Years a Slave's unflinchingly brutal look at American slavery is also brilliant -- and quite possibly essential -- cinema ».
7. ↑  « easily the greatest feature film ever made about American slavery »
8. ↑  « McQueen shows that racism, aside from its barbarous inhumanity, is insanely inefficient. It can be argued that Nazi Germany lost the war both because it diverted so much manpower to the killing of Jews and because it did not exploit the brilliance of Jewish scientists in building smarter weapons. So the slave owners dilute the energy of their slaves by whipping them for sadistic sport and, as Epps does, waking them at night to dance for his wife's cruel pleasure ».
9. ↑  « 12 Years is a powerful drama driven by McQueen's bold direction and the finest performance of Chiwetel Ejiofor's career ».
10. ↑  « Stark, visceral and unrelenting, 12 Years a Slave is not just a great film but a necessary one ».
11. ↑  « 12 Years a Slave lets us stare at the primal sin of America with open eyes, and at moments it is hard to watch, yet it's a movie of such humanity and grace that at every moment, you feel you're seeing something essential. It is Chiwetel Ejiofor's extraordinary performance that holds the movie together, and that allows us to watch it without blinking. He plays Solomon with a powerful inner strength, yet he never soft-pedals the silent nightmare that is Solomon's daily existence ».
12. ↑  « The genius of 12 Years a Slave is its insistence on banal evil, and on terror, that seeped into souls, bound bodies and reaped an enduring, terrible price ».
13. ↑  « Using his signature visual composition and deafening sound design, Steve McQueen portrays the harrowing realism of Northup's experience and the complicated relationships between master and slave, master and master, slave and slave, and so on ».
14. ↑  « It's a picture that stays more than a few safe steps away from anything so dangerous as raw feeling. Even when it depicts inhuman cruelty, as it often does, it never compromises its aesthetic purity ».
15. ↑  « 12 Years a Slave is constructed as a story of a man trying to return to his family, offering every viewer a way into empathizing with its protagonist. Maybe we need a story framed on that individual scale in order to understand it. But it has a distorting effect all the same. We're more invested in one hero than in millions of victims; if we're forced to imagine ourselves enslaved, we want to imagine ourselves as Northup, a special person who miraculously escaped the system that attempted to crush him ».
16. ↑  « I'm convinced these black race films are created for a white, liberal film audience to engender white guilt and make them feel bad about themselves. Regardless of your race, these films are unlikely to teach you anything you don't already know ».
17. ↑  « While not exactly ostentatious, McQueen does tend to operate in a somewhat decadent register, furnishing his productions with the sort of high-minded embellishments you might expect of an artist accustomed to the requisite panache of modern art. His is a decidedly high style – every image has been precisely calibrated, tailored to fit a consonant aesthetic ».
18. ↑  « Its truth is stranger than fiction ».
19. ↑  « There never was a more kind, noble, candid, Christian man than William Ford. [...] The influences and associations that had always surrounded him, blinded him to the inherent wrong at the bottom of the system of Slavery ».
20. ↑  « [A] slave of a licentious master and a jealous mistress. [...] [An] enslaved victim of lust and hate ».
21. ↑  « The most cruel whipping that ever I was doomed to witness—one I can never recall with any other emotion than that of horror ».
22. ↑  « Nothing delighted the mistress so much as to see [Patsey] suffer, and more than once, when Epps had refused to sell her, has she tempted me with bribes to put her secretly to death, and bury her body in some lonely place in the margin of the swamp. Gladly would Patsey have appeased this unforgiving spirit, if it had been in her power, but not like Joseph, dared she escape from Master Epps, leaving her garment in his hand ».